# Čipuljić
Čipuljić je bivše samostalno naseljeno mjesto s područja današnje općine Bugojno, Federacija BiH, BiH.

## Povijest
Za vrijeme socijalističke BiH ovo je naselje pripojeno naseljenom mjestu Bugojno.
27. svibnja 1992. godine Srbi su napustili svoje domove i povukli se iz mjesta, bježeći od napadnih djelovanja hrvatske bojne Frankopan i ostalih postrojbi HVO. Srbi iz Čipuljića i Bugojna otišli su prema Kupresu preko Mandalca, Garačkih podova i Stožera. U tjednima poslije dogodili su se zločini nad srpskim civilima.
Troje izmasakriranih Hrvata, nađeno je u Čipuljiću gdje su vjerojatno dovezeni, a ubijeni u selu Vrpeć. U lipnju 2011. u Čipuljiću je pronađeno tijelo iz skupine nestalih bugojanskih Hrvata.

## Znamenitosti
- Starokršćanska bazilika u Čipuljiću na predjelu Crkvini (Gradine) s kasnoantičkim naseljem[5][6]